# Каунас, Робертас
Робертас Каунас (лит. Robertas Kaunas; род. 7 января 1985, Каунас) — литовский политический деятель, депутат Сейма Литовской Республики (с 2024).

## Биография
Родился 7 января 1985 года в Каунасе, Литовская ССР, СССР.
После окончания средней школы поступил в Каунасский технологический университет, который окончил в 2010 году со степенью бакалавра инженерии. После окончания обучения стал работать в компании по развитию информационных технологий «UAB Inkodus», а с 2013 года стал её директором. Шесть лет спустя он был назначен директором «UAB Inostatus».
В 2023 году он был избран в Каунасский городской совет, а на парламентских выборах 2024 года выдвинул свою кандидатуру в Сейм Литовской Республики от «Социал-демократической партии Литвы», одержав победу и вступив в должность 14 ноября того же года.